# Un Dio vietato
Un Dio vietato (Un Dios prohibido), noto anche come Un Dio negato, è un film del 2013 diretto da Pablo Moreno. Presentato il 14 giugno 2013, il film narra le vicende accadute durante i primi giorni della guerra civile spagnola nella città aragonese di Barbastro e in particolare la vicenda dell'eccidio di 51 persone appartenenti alla locale comunità clarettiana.

## Trama
Il film narra le vicende accadute a Barbastro, un piccolo centro rurale nella provincia di Huesca in Spagna, nei giorni immediatamente seguenti il colpo di stato militare che diede inizio alla guerra civile, nel luglio del 1936. Dopo la presa del potere da parte del comitato rivoluzionario cittadino, il seminario claretiano è perquisito dai miliziani e i suoi occupanti, seminaristi e sacerdoti sono arrestati. Ai detenuti viene proposto di abbandonare la veste e di arruolarsi nelle file della Repubblica, il loro rifiuto avrà come conseguenza la condanna sommaria e la fucilazione. Molte testimonianze sulla prigionia e sul martirio vennero raccolte dai seminaristi stessi e costituirono la base della sceneggiatura.